# Мартинес Гонсалес, Бартоломе
 Бартоломе Мартинес Гонсалес (исп.  Bartolomé Martínez González; 24 августа 1873, Липулулу, департамент Матагальпа (ныне департамент Хинотега), Никарагуа — 30 января 1936, Матагальпа, Никарагуа) — никарагуанский политический деятель, Временный президент Никарагуа в 1923 — 1925 годах.

## Биография

### Происхождение и образование
Бартоломе Мартинес Гонсалес  родился 24 августа 1873 года (другие данные — 1860 год) в индейском селении Липулулу, департамента Матагальпа (с 1891 года Липулулу входит в департамент Хинотега). Он был сыном состоятельного индейца Кресенсио Мартинеса из Матагальпы и проживавшей одно время в Хинотеге Мерседес Росалии Эрнандес, происходившей из индейцев народности матагальпа. Его отец был префектом Матагальпы (1877—1878) и экономом на строительстве приходской церкви «San Pedro» (1875—1895), позднее ставшей Кафедральным собором города. Бартоломе был одним из четырёх детей Кресенсио и Мерседес, помимо старшего брата Бенхамина, ставшего основным наследником семейного состояния, и сестёр Мерседес и Паулы. Завершив начальное образование, Мартинес в 1880-х годах поступил в Восточный национальный институт в Гранаде где получил степень бакалавра. Одним из его приятелей во время учёбы стал будущий президент Эмилиано Чаморро. Другим будущим президентом Никарагуа, одновременно обучавшимся с Мартинесом в Гранаде, был студент Хосе Мария Монкада.

### Карьера
Когда скончался Бенхамин Мартинес, старший брат Бартоломе, оплативший его образование, тот оставил карьеру и взял на себя управление животноводческим хозяйством и кофейной плантацией на асьендах «El Bosque» и «El Chompipe» расположенных между Муй-Муй и Матигуасом. В 1918 году ставший президентом Эмилиано Чаморро назначил Бартоломе Маринеса политическим начальником Матагальпы, а затем министром внутренних дел. Когда Соединённые Штаты не поддержали намерения Чаморро вопреки Конституции баллотироваться на второй срок, тот, чтобы сохранить своё влияние, выдвинул кандидатуры своего дяди Диего Мануэля Чаморро на пост президента и бывшего приятеля времён юности Бартоломе Мартинеса в вице-президенты. При этом Мартинес представлял уже фракцию консерваторов, оппозиционных самому Чаморро. На президентских выборах 3 октября 1920 года Диего Чаморро и Бартоломе Мартинес с большим отрывом победили своих противников, при этом представитель Госдепартамента США майор Джесси А. Миллер зафиксировал множество нарушений и отметил, что ни одна из сторон не воспринимала результаты выборов всерьёз . 1 января 1921 года Диего Чаморро и Бартоломе Мартинес приступили к исполнению своих обязанностей. Должность вице-президента не требовала напряжённой работы, и Мартинес имел возможность оставлять столицу и заниматься делами своих поместий.
Ситуация изменилась, когда 12 октября 1923 года президент Диего Чаморро скоропостижно скончался в Манагуа и временным главой государства стал министр внутренних дел доктор Росендо Чаморро. В это время Бартоломе Мартинес находился в своей усадьбе «El Bosque» и там получил уведомление Конгресса о том, что ему надлежит прибыть в столицу и принять власть. Вице-президент на муле добрался до Матагальпы, а оттуда на простом грузовике отправился в Манагуа по только что построенному шоссе. Через пять дней, 17 октября 1923 года, Бартоломе Мартинес принёс присягу президента Никарагуа чтобы завершить конституционный период Диего Чаморро.

### Президентство
Неожиданно оказавшийся у власти Бартоломе Мартинес не принадлежал к клану Чаморро. Опираясь на поддержку провинциальных группировок Матагальпы и Чинандеги и пользуясь уважением общества (а, в силу своего происхождения, и популярностью среди никарагуанских индейцев) он начал проводить независимую политику. Четырнадцать месяцев его правления вошли в историю страны как период «Никарагуанизации» («Nicaraguanizo»), коснувшейся, прежде всего, национальной экономики. В короткий срок Бартоломе Мартинес и посол в США Торибио Тихерино, выходец из Чинандеги, вернули под контроль правительства Никарагуа Национальный банк, таможни и железные дороги страны, фактически принадлежавшие североамериканским банкам Брауна и Зелигмана. Были также достигнуты договорённости о последующем выкупе пакета акций Компании морской торговли (исп. Compañía Mercantil de Ultramar), перевозившей никарагуанскую продукцию в США. Однако эти мероприятия Мартинеса тут же натолкнулись на противодействие сильного проамериканского лобби — консервативных группировок Чаморро, Адольфо Диаса и Куадры Пасоса, чьим позиции оказались задеты. Правительство приобрело для страны 51 % акций железных дорог , однако усилиями консерваторов Национальный конгресс Никарагуа не поддержал президента и оставил администрацию дорог в руках американцев. Другим известным мероприятием Мартинеса стал перевод из Манагуа в Матагальпу Апелляционного суда страны. Согласно Хуану Рисо Кастельону именно Мартинес впервые в истории ввёл в правительство Никарагуа женщину — ею стала Хуана Молина.
Серьёзное изменение политического курса, первое после Прибрежной революции 1909 года и свержения Хосе Сантоса Селайи, обострило противоборство вокруг путей дальнейшего развития страны. Партии и группировки начали активно готовиться к всеобщим выборам 1924 года, которые должны были определить будущее Никарагуа.
Прежде всего, раскололась правящая Консервативная партия. Ориентированные на США консерваторы, правившие страной последние 14 лет, объединились вокруг клана Чаморро. Другие, более далёкие от власти и националистически настроенные консерваторы встали на сторону Бартоломе Мартинеса, который собирался уйти в отставку за 6 месяцев до истечения президентских полномочий и баллотироваться на следующий срок. Своей отставкой он хотел обойти ст. 104 Конституции 1912 года, запрещавшую действующему президенту переизбираться. При поддержке прогрессивных консерваторов, порвавших с партией Чаморро, Мартинес основал новую, Республиканскую консервативную партию (исп. Partido Conservador Republicano), с которой намеревался вступить в предвыборную борьбу. К весне ситуация определилась. В мае 1924 года конгресс Консервативной партии избрал Эмилиано Чаморро кандидатом на выборы, а Либеральная партия выдвинула в президенты Хуана Баутисту Сакасу. Однако в ситуацию вмешался Государственный департамент США, который спутал планы никарагуанских лидеров. 14 июня 1924 года поверенный в делах Соединённых Штатов в Манагуа передал правительству Никарагуа послание, в котором говорилось, что американское правительство не поддержит переизбрание президента Бартоломе Мартинеса на второй срок, как неконституционное. Мартинесу пришлось снять свою кандидатуру. Теперь он выдвинул идею соглашения между своими сторонниками-консерваторами и Либеральной партией, ставшего известным как «Transacción» (Соглашение  или просто Сделка). Бартоломе Мартинес предложил баллотироваться в президенты малоизвестному консерватору Карлосу Солорсано, а пост вице-президента зарезервировал за кандидатом либералов Хуаном Сакасой.
Теперь раскололась и Либеральная партия. Сторонники коалиции, либералы-националисты, объединились вокруг Сакасы, а либералы-республиканцы, считавшие, что Либеральная партия может выиграть выборы самостоятельно, — вокруг Луиса Корреа, сторонника принципов Хосе Сантоса Селайи. Теперь определились три кандидата в президенты: Карлос Солорасано, Эмилиано Чаморро и Луис Корреа. Поскольку США по прежнему возражали против возвращения Эмилиано Чаморро в президентское кресло, они приложили достаточные усилия к тому, чтобы в Никарагуа была проведена избирательная реформа, которая предотвратила бы фальсификации и возвращение Чаморро к власти. В этой части интересы США и президента Мартинеса совпали: новый избирательный закон был своевременно принят и опубликован.
Бартоломе Мартинес сделал всё возможное, чтобы обеспечить победу «Трансакции» на выборах 5 октября 1924 года. Правительство препятствовало избирательной кампании Консервативной партии, ограничивало возможности для выступлений её кандидатов и распространению пропагандистских материалов. Уже 2 октября телеграф и телефон отказались обслуживать консерваторов. Сам президент перед выборами издал декреты, которыми изменил состав избирательных комиссий и ввёл на избирательные участки полицию. Верховный суд встал на сторону Национальной избирательной комиссии, оспорившей эти действия, однако Мартинес отклонил решение Верховного суда. День выборов 5 октября прошёл спокойно, однако уже вечером правительство, сославшись на беспорядки, ввело осадное положение, . Оно сохранялось до 18 октября, а Эмилиано Чаморро был помещён под домашний арест во избежание вооружённого выступления против правительства. Победа Карлоса Солорсано была обеспечена. Наблюдатели расходились во мнениях: одни отмечали, что выборы были проведены лучше, чем прежние, другие считали, что они были, как обычно, сфальсифицированы властями. Правительство Бартоломе Мартинеса заявляло, что избирательный процесс был свободным, а подсчёт голосов беспристрастным, но консерваторы оспаривали результаты голосования сразу в нескольких кантонах, а победившие «транакционисты» не без основания опасались, что такое поражение на выборах подтолкнёт Чаморро к мятежу. Несмотря на многочисленные свидетельства того, что выборы не были полностью свободными, Государственный департамент США предпочёл всё же признать победу Карлоса Солорсано и Хуана Сакасы. 1 января 1925 года Бартоломе Мартинес передал власть новому президенту. Если в 1923 году он обнаружил в государственной казне всего 4  000 кордоб, то правительству Солорсано передал уже казну с 1  500  000 кордоб и порекомендовал потратить профицит на мощение улиц в столице и на свободное кредитование всех граждан страны Национальным банком.

### После отставки
Некоторое время Мартинес занимал пост министра внутренних дел в новом правительстве, а затем отошёл от политики и поселился в Матагальпе.
 Бартоломе Мартинес Гонсалес  скончался 30 января 1936 года в Матагальпе и был похоронен на местном муниципальном кладбище. За его катафалком шли специально прибывшие в город высшие должностные лица республики и Государственный оркестр (исп. La Banda de Música de los Supremos Poderes) из Манагуа. На каждом повороте проспекта Хосе Долореса Эстрады траурная процессия останавливалась, чтобы послушать прощальное слово очередного оратора. На углу улиц, где позднее появился театр «Жемчужина», друг Мартинеса, либеральный адвокат и поэт Хосе Мария Эспиноса Бальтисон прочитал в память о нём импровизированную поэму.

## Семья
В 1910 году Бартоломе Мартинес женился в Матагальпе на Долорес Сантелисес (исп. Dolores Santelises), дочери испанского врача Висенте Сантелисеса и Берты Харкин. В 1911 году у них родился сын Кресенсио Мартинес Сантелисес (исп. Crescencio Martínez Santelises), позднее получивший образование в США. После смерти Долорес он женился на Фелипе Лукес (исп. Felipa Lúquez), урождённой Terrabona (скончалась в 1972 году). У них было 7 детей:
- Солия, в замужестве Паэс;
- Грегорио, женившийся на Росе Тихерино, а вторым браком на Росарио Валенсуэле;
- Хуан, женившийся на Мириам Чавес из Чинандеги;
- Аврора (замуж не вышла);
- Лаура (замуж не вышла, эмигрировала в Сальвадор, где постриглась в монахини);
- Анхела, в замужестве Мартинес, переехала в США, жила в Спокане, Вашингтон;
- Антонио, был женат на Алисии Селедон;

Помимо этого Бартоломе Мартинес имел дочь Мерседес Мартинес Терсеро от Эвы Терсеро Гусман.

## Оценки
Эдди Кухль, член правления Академии географии и истории Никарагуа писал:
Дон Бартоло считается одним из самых честных и патриотичных президентов, каких знала Никарагуа.
Мартинес создал честную администрацию и дал образцы высокого националистического духа, своим примером заставил уважать пост президента Никарагуа, организовал выборы, восстал против доминировавшей группировки гранадских консерваторов….
Бывший вице-президент Никарагуа писатель Серхио Рамирес считал, что Бартоломе Мартинес был первым из президентов-консерваторов, который не был связан родством с олигархией и не принадлежал к ней и, таким образом, получил возможность действовать независимо.
Поэт Хосе Мария Эспиноса в своей короткой импровизированной поэме «Bartolomé Martínez» назвал президента «Образцом для коренной расы» (исп. De la autóctona raza fue ejemplar), подразумевая его индейское происхождение.

## Память
Именем Бартоломе Мартинеса был назван главный проспект Матагальпы.
Бартоломе Мартинес, которого в народе назвали просто «дон Бартоло», несмотря на короткий и вполне спокойный период президентства, остался в национальном сознании как один из образцов патриотизма. Про него до сих пор говорят, что он оставил пост президента более бедным человеком, чем когда принял власть (исп. Salió más pobre que cuando entró a la presidencia). Приводится одна из легендарных историй (или анекдотов) об одном его остроумном ответе посланнику США в Манагуа. Когда тот во время аудиенции осведомился, как в Никарагуа будут отмечать 4 июля, День независимости США, Бартоломе Мартинес очень вежливо попросил:
Я очень люблю порядок и хотел бы устроить праздник, который не обесчестил бы вашу страну и, следовательно, я хочу, чтобы вы известили меня письменно о том, как Соединенные Штаты отпразднуют 15 сентября,  день Независимости Никарагуа, чтобы сделать [наш праздник] таким же или ещё лучше.